# Косых (село)
Косых (укр. Косих) — село,
Охримовский сельский совет,
Акимовский район,
Запорожская область,
Украина.
Код КОАТУУ — 2320382903. Население по переписи 2001 года составляло 159 человек .

## Географическое положение
Село Косых находится на полуострове, образованном двумя лиманами Утлюкский и Молочный, 
на расстоянии в 2 км расположено село Охримовка и в 3 км — село Лиманское.
Через село проходит автомобильная дорога Т-0820.

## История
- 1809 — дата основания.

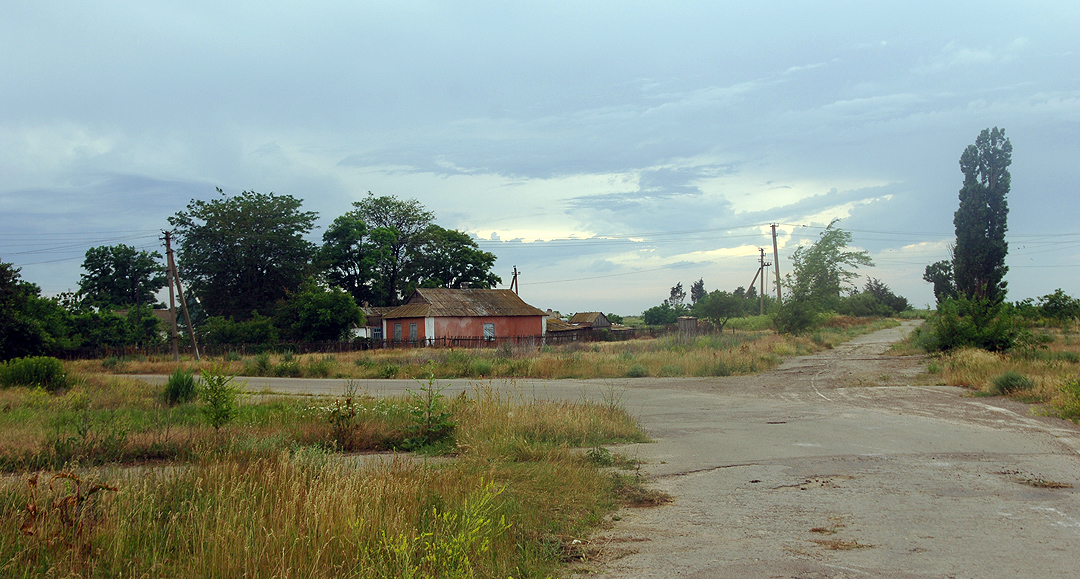
Въезд с трассы в глубину села
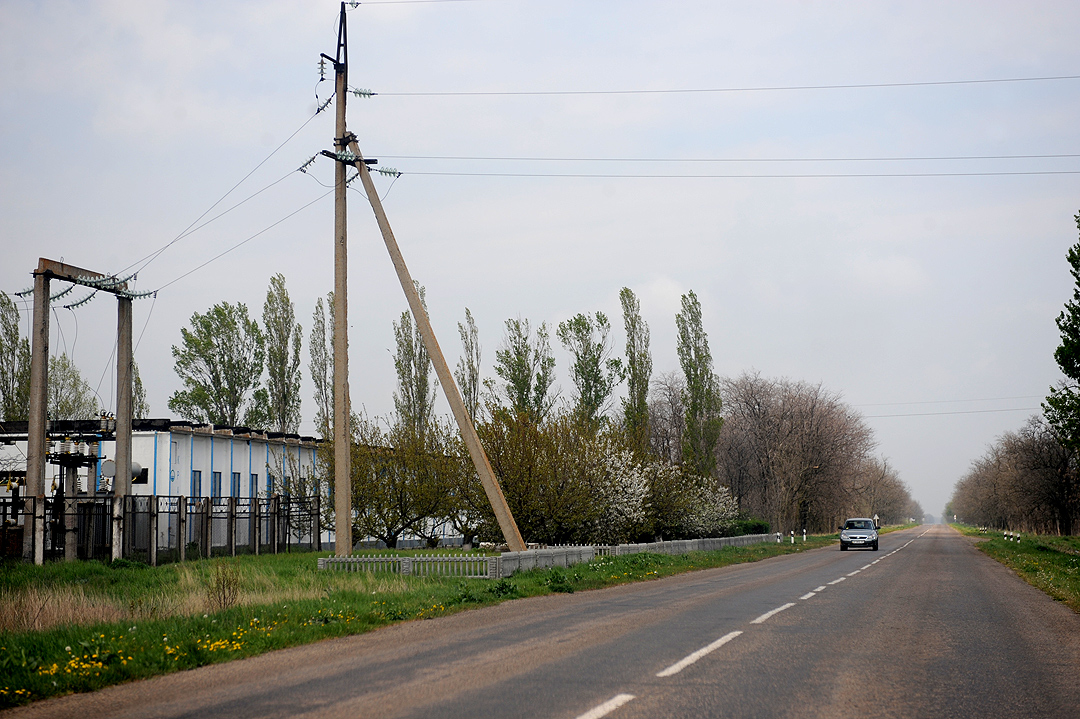
Насосная станция на оросительном канале
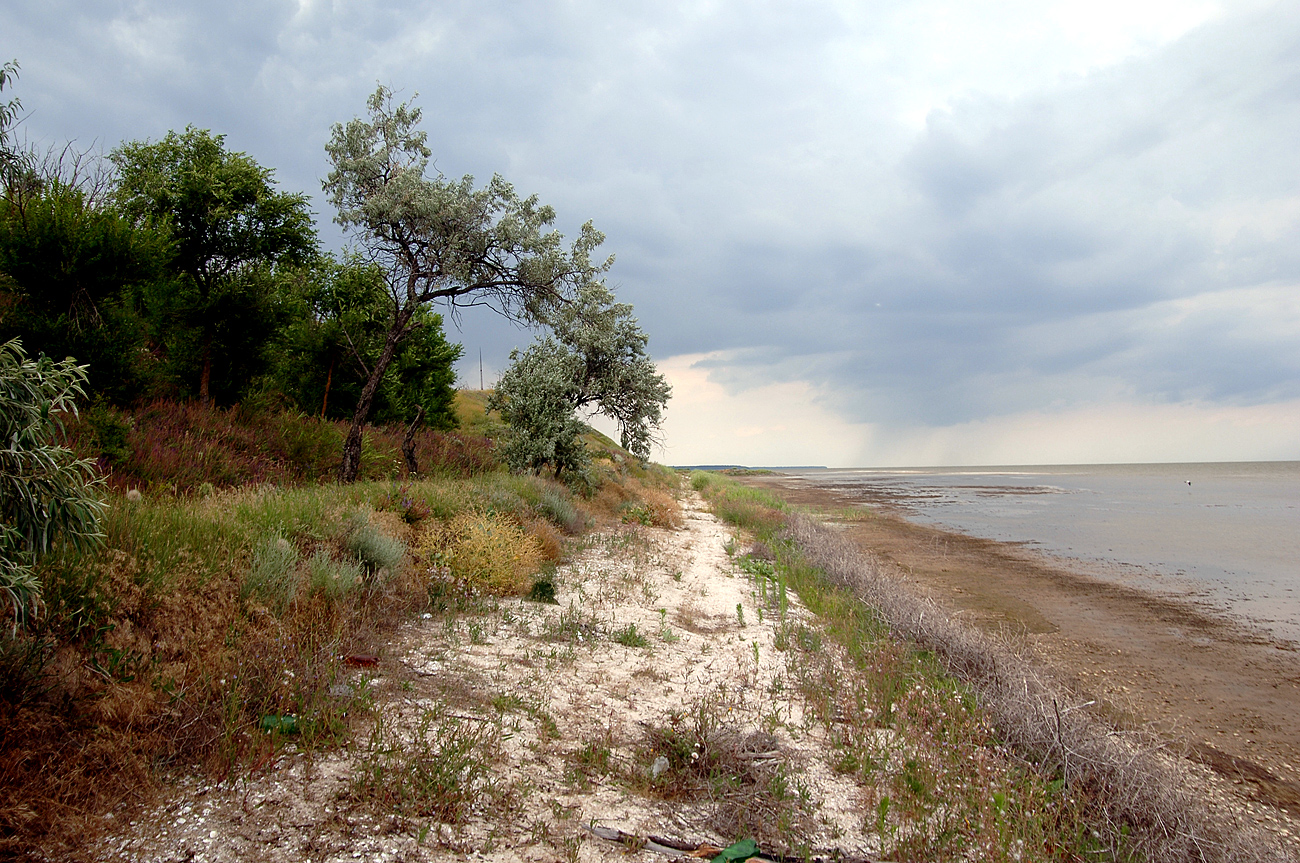
Молочный лиман у села
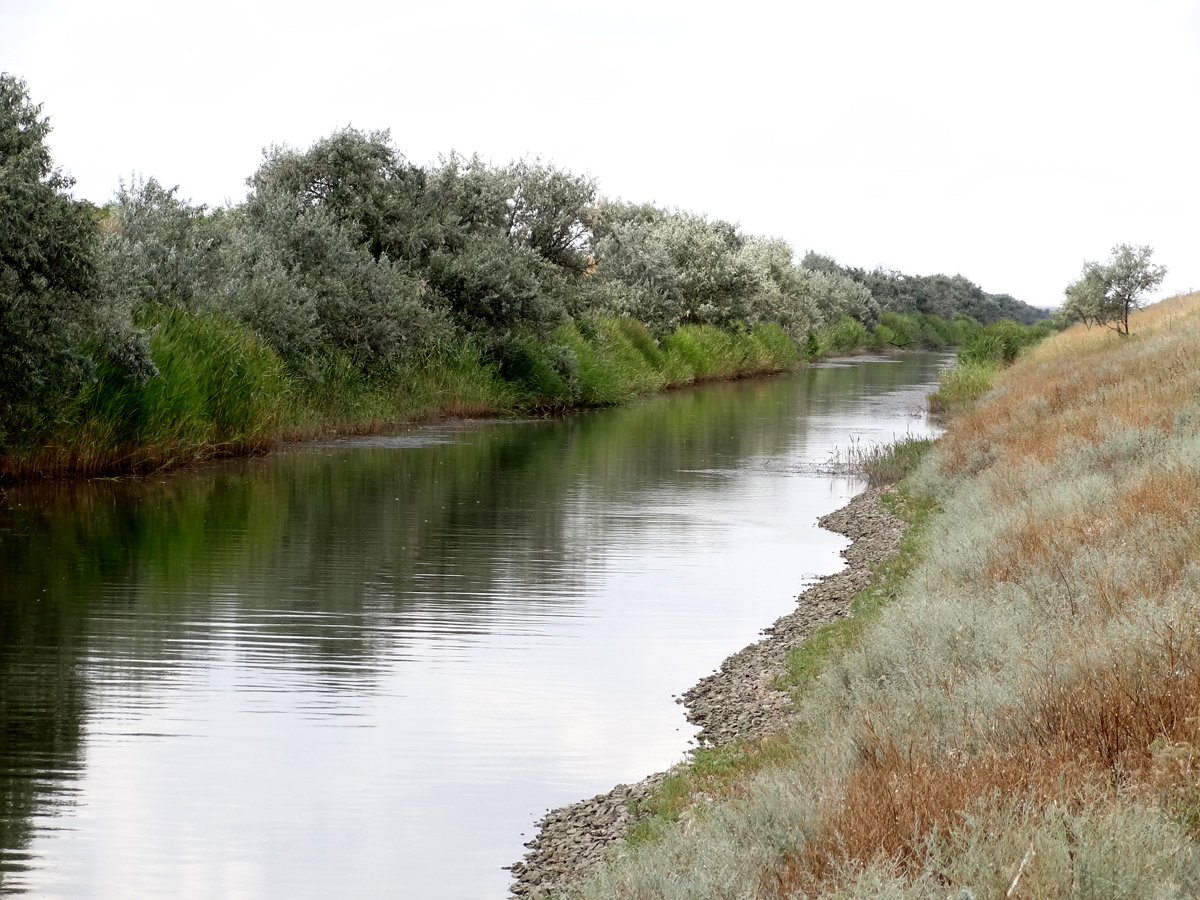
Канал вдоль берега Утлюкского лимана